# Georges Tutard
Pour les articles homonymes, voir Tutard.
Pas d'image ? Cliquez ici

a Compétitions nationales et continentales officielles uniquement.

Georges Tutard, né le 16 novembre 1912 à Villeneuve-sur-Lot et mort le 26 mars 2000 dans la même ville, est un joueur français de rugby à XV et de rugby à XIII évoluant au poste de deuxième ligne ou de pilier en XIII dans les années 1930.
Il commence par pratiquer le rugby à XV et dispute le Championnat de France sous les couleurs du C.A. Villeneuve. En 1934, il change de code de rugby et signe au S.A. Villeneuve mais conserve le statut d'amateur et évolue dans les équipes réserves. À partir de la saison 1936-1937, il joue des rencontres avec l'équipe première et prend part au Championnat de France dont il dispute la finale en 1939. La Seconde Guerre mondiale interrompt sa carrière, passant notamment cinq années derrière les barbelés allemands. De retour à Villeneuve-sur-Lot après la guerre et après dix ans loin des terrains, il renoue la pratique du rugby à XIII à l'U.S. Villeneuve.

## Palmarès
La partie palmarès ci-présente concerne sa partie de carrière en rugby à XIII.

### Rugby à XIII
- Collectif :
  - Vainqueur de la Coupe de France : 1937 (Villeneuve).
  - Finaliste du Championnat de France : 1938 et 1939 (Villeneuve).
  - Finaliste du Coupe de France : 1938 (Villeneuve).

#### Statistiques en club
| Saison  | Saison        | Championnat           | Championnat | Coupe           | Coupe      |
| Saison  | Saison        | Comp.                 | Class.      | Comp.           | Class.     |
| ------- | ------------- | --------------------- | ----------- | --------------- | ---------- |
| 1936-37 | SA Villeneuve | Championnat de France | 7e          | Coupe de France | Vainqueur  |
| 1937-38 | SA Villeneuve | Championnat de France | Finaliste   | Coupe de France | Finaliste  |
| 1938-39 | SA Villeneuve | Championnat de France | Finaliste   | Coupe de France | 1/4 finale |